# Пукон
Пукон (исп. Pucón) — город в Чили. Административный центр одноимённой коммуны. Население — 13 750 человек (2002). Город и коммуна входят в состав провинции Каутин и области Араукания.
Территория коммуны — 1248,5 км². Численность населения — 26 953 жителя (2007). Плотность населения — 21,59 чел./км².

## Расположение
Город расположен на юго-восточном побережье озера Вильяррика в 81 км к юго-востоку от административного центра области города Темуко.
Коммуна граничит:
- на севере — c коммуной Кунко
- на востоке — с коммуной Курареуэ
- на юге — c коммуной Пангипульи
- на западе — c коммуной Вильяррика

## Демография
Согласно сведениям, собранным в ходе переписи Национальным институтом статистики, население коммуны составляет 26 953 человека, из которых 13 755 мужчин и 13 198 женщин.
Население коммуны составляет 2,88 % от общей численности населения области Араукания. 43,08 % относится к сельскому населению и 56,92 % — городское население.